# El acantilado rojo
El acantilado rojo (en chino, 赤壁; pinyin, Chìbì) es una película china basada en la batalla de los Acantilados Rojos y en los eventos durante la caída de la dinastía Han y los momentos anteriores de la era de los tres reinos en la China antigua. La película fue dirigida por John Woo y protagonizada por Tony Leung Chiu-Wai, Takeshi Kaneshiro, Zhang Fengyi, Chang Chen, Hu Jun, Lin Chi-ling y Zhao Wei.

## Sinopsis
En el verano del año 208 d. C., a finales de la dinastía Han, el gran canciller de China, Cao Cao, lidera el ejército imperial para eliminar a los señores del sur Sun Quan y Liu Bei, a los que acusa de "rebeldes", a pesar de que el Emperador Xian tiene sus dudas. 
Durante la Batalla de Changban, la caballería de Cao Cao ataca a los civiles. Liu Bei y sus comandantes Guan Yu y Zhang Fei contienen al enemigo mientras los civiles se retiran. El guerrero Zhao Yun logra rescatar al hijo de Liu Bei.
Tras la batalla, el astuto consejero de Liu Bei, Zhuge Liang, llega en misión diplomática a Jiangdong, la provincia de Sun Quan, quien al principio se muestra dudoso pero acaba aceptando que los dos señores sureños deben aliarse contra Cao Cao. Mientras, Cai Mao y Zhang Yun, dos comandantes de la provincia de Jing, unen sus barcos al ejército de Cao Cao, que ahora avanza rápidamente por tierra y por mar hacia los Acantilados Rojos, donde está la base de los rebeldes.
Zhuge Liang diseña un plan para mandar a la bella Sun Shangxiang en misión de espionaje al campamento de Cao Cao.

### Versión occidental
Para los países fuera de Asia, el film no se dividió en dos partes, y pasó de 288 minutos a 148. Una introducción relata el contexto histórico. Varias escenas quedaron fuera de esta versión, pero el metraje original de 288 minutos se lanzó en dos DVD en el Reino Unido en 2009 y en Norteamérica en 2010.[cita requerida]

## Reparto
- Tony Leung es Zhou Yu.
- Takeshi Kaneshiro es Zhuge Liang.
- Zhang Fengyi es Cao Cao.
- Chang Chen es Sun Quan.
- Zhao Wei es Sun Shangxiang.
- Hu Jun es Zhao Yun.
- You Yong es Liu Bei.
- Lin Chi-ling es Xiaoqiao.
- Shidō Nakamura es Gan Xing.
- Hou Yong es Lu Su.
- Tong Dawei es Sun Shucai.

## Producción

### Casting
Ken Watanabe iba a hacer de Cao Cao. La inevitable polémica por elegir a un actor japonés para un importante personaje histórico chino obligó al director John Woo a sustituirlo por Zhang Fengyi.
A Chow Yun-fat se le ofreció el papel de Zhou Yu pero él dijo que no tenía suficiente tiempo para preparar su personaje y lo rechazó. El productor Terence Chang dijo que más bien fue a causa de las cláusulas de su contrato. Chow fue sustituido por Tony Leung quien estaba agotado tras filmar Lust, Caution; pero decidió aceptar por la importancia del proyecto.

### Rodaje
Commenzó en abril de 2007. La mayoría se llevó a cabo en un estudio de Beijing y en la provincia de Hebei donde había dos grandes lagos artificiales para rodar la batalla naval.
Un especialista murió en un accidente y otros seis resultaron heridos.
Los efectos visuales digitales fueron producidos por Modus FX, The Orphanage, Frantic Films, Red FX y Prime Focus.
Woo recalcó que este film era diferente a los demás basados en la historia de los Tres Reinos, como Three Kingdoms: Resurrection of the Dragon, porque en este priman las historias humanas, la psicología de los personajes."